# Rue Wiertz (Liège)
Pour les articles homonymes, voir Rue Wiertz.
La rue Wiertz est une rue liégeoise située à la limite du quartier Sainte-Marguerite. Elle relie la rue Henri Blès à la rue Bidaut.

## Odonymie
Antoine Wiertz est un artiste-peintre né à Dinant en 1806, mort à Bruxelles en 1865. 